# Gene Savoy
Gene Savoy, nacido Douglas Eugene Savoy, (Bellingham (Washington), 11 de mayo de 1927 - Reno (Nevada), 11 de septiembre de 2007) fue un explorador estadounidense, famoso por descubrir más de cuarenta ciudades de distintas culturas precolombinas, en especial en Perú.
Aunque en un inicio su vocación religiosa le hizo incorporarse a la Universidad Jesuita de Portland, dos años más tarde, movido por su interés en las antiguas culturas y poblaciones, abandonó los estudios oficiales para interesarse en el folklore, la arqueología, la mitología, la religión y la etnografía de los pueblos americanos.
En 1957, fue invitado a visitar Perú para participar en una excavación arqueológica que, finalmente, no se llevó a cabo. Encontrándose allí, terminó por establecerse y estudiar con Eulogio Garrido, por entonces director del Museo Arqueológico Nacional en la Universidad de Trujillo. Fue entonces cuando conoció, entre otros, a Hans Horkheimer, Luis Valcarcel y al suizo Henry Reichlen.
En la década de 1960, realizó sus más importantes descubrimientos en distintas expediciones en la selva peruana, los Andes y el Amazonas: Vilcabamba, último reducto Inca frente a los conquistadores españoles y Gran Pajaten, lo que para él demostraba su teoría de que el origen de las culturas andinas se encontraba en las zonas selváticas (teorías similares y mejor fundamentadas han sido formuladas por otros varias veces, como Julio César Tello, Donald Lathrap o Federico Kauffmann). En 1969, dirigió una importante expedición por mar a lo largo de la costa peruana hasta México para investigar el tráfico de mercancías entre las culturas precolombinas siguiendo la línea costera.
En 1984, en el Amazonas peruano, descubrió una de las más grandes y antiguas ciudadelas de Sudamérica, Gran Vilaya, así como Gran Saposoa.
Además de las expediciones, desarrolló una intensa labor divulgativa, con multitud de libros, artículos y ensayos, así como documentales para la televisión, trabajando con las más importantes y prestigiosas productoras como BBC o National Geographic Society.